# Skočov
Skočov (polsky Skoczów, německy Skotschau) je město v jižním Polsku ve Slezském vojvodství v okrese Těšín. Leží na území Těšínského Slezska na řece Visle 12 km od českých hranic. V roce 2023 zde žilo 13 423 obyvatel. Gmina Skočov zahrnuje kromě samotného města deset venkovských obcí.

## Historie
Dějiny města sahají do 13. století. Pravděpodobně šlo původně o trhovou osadu kolem hradiště nacházejícího se v severní části dnešního městského centra. První jistá zmínka o obci pochází z roku 1327. Lokace vlastního města proběhla podle magdeburského práva někde v druhé polovině 14. století. Mezi lety 1572 až 1594 existovalo skočovsko-strumeňské stavovské panství. K nejvýznamnějším událostem v dějinách novověkého Skočova patří ničivý požár z roku 1756. Během obnovy města vznikly dodnes dochované barokní architektonické památky jako katolický farní kostel (1767), Jonášova kašna (1775) a radnice (1797).
V rakouském sčítaní lidu v roce 1910 uvedlo 50,3 % obyvatel obcovací řeč německou, 48,4 % polskou (včetně těšínského nářečí) a 1,3 % českou. 65,3 % se hlásilo ke katolictví, 27,8 % k evangelické církvi, 6,6 % k judaismu a 12 osob k ostatním náboženstvím nebo žádnému. Velké oblíbě se zde přitom těšila Slezská lidová strana propagující slezskou národnost a po pádu Rakouska-Uherska nejdříve myšlenku samostatného slezského státu a později připojení celého Těšínska k Československu. Její vůdce Josef Koždoň byl od roku 1902 ředitelem skočovské evangelické školy. 28. až 30. ledna 1919 došlo u Skočova k závěrečné bitvě sedmidenní války, polsko-československého vojenského střetnutí během sporu o Těšínsko. Roku 1920 byl Skočov spolu s celým východním Těšínském rozhodnutím konference velvyslanců připojen k Polsku.

## Osobnosti
Ve Skočově se roku 1576 narodil Jan Sarkander, mučedník z dob třicetileté války a katolický světec. Východní svah Vilémovické hůrky (Górka Wilamowicka) je nazýván Kaplovka (Kaplicówka) a je od 19. století místem Sarkandrova kultu. Původní kaple byla v roce 1934 nahrazena dnešní funkcionalistickou stavbou. Kaplovka je dlouhými schody spojena s centrem města. Druhou dominantou města je evangelický kostel postavený roku 1865 na svahu téhož kopce.
Další osobností spojovanou se Skočovem je slezský spisovatel Gustaw Morcinek, který zde jako učitel strávil 17 let (1919–1936).

## Tradice
Dodnes se v městečku pěstují dvě charakteristické náboženské tradice: velkopáteční pálení Judoša (slaměného panáka symbolizujícího Jidáše) a srpnová pouť do Bělovicka na památku velkého požáru z roku 1756.

## Průmysl
Skočov je od 19. století průmyslovým střediskem. Hlavními místními podniky jsou:
- koželužna Skotan (dříve Spitzer, zal. 1859)
- továrna na klobouky Polkap (dříve Hückel, zal. 1924)
- kovárenské závody (zal. 1968, mezi lety 1972–2004 součást automobilky FSM a jejího nástupce Fiat Auto Poland)
- cukrovinkářská továrna Trumpf Mauxion (dříve Inda, zal. 1990)

Další známou skočovskou továrnou byla továrna na pokrývky Pledan založená roku 1895, na jejímž místě vyrostlo v roce 2011 stejnojmenné obchodní centrum.

## Doprava
Městem prochází rychlostní silnice S52 Bílsko-Bělá—Těšín, jejímž pokračováním je česká dálnice D48, a také státní silnice č. 81 Katovice—Visla. 
Železniční spojení má Skočov v současnosti s Katovicemi, Vislou a Těšínem. Provoz na trati do Bílska-Bělé a Českého Těšína byl v roce 2009 zastaven, od 4. září 2022 byla obnovena osobní doprava do Těšína. V dubnu 2023 bylo rozhodnuto i o rekonstrukci úseku ze Skočova do Bílska-Bělé, obnovení provozu se předpokládá v roce 2030.